# 宇治商工会議所

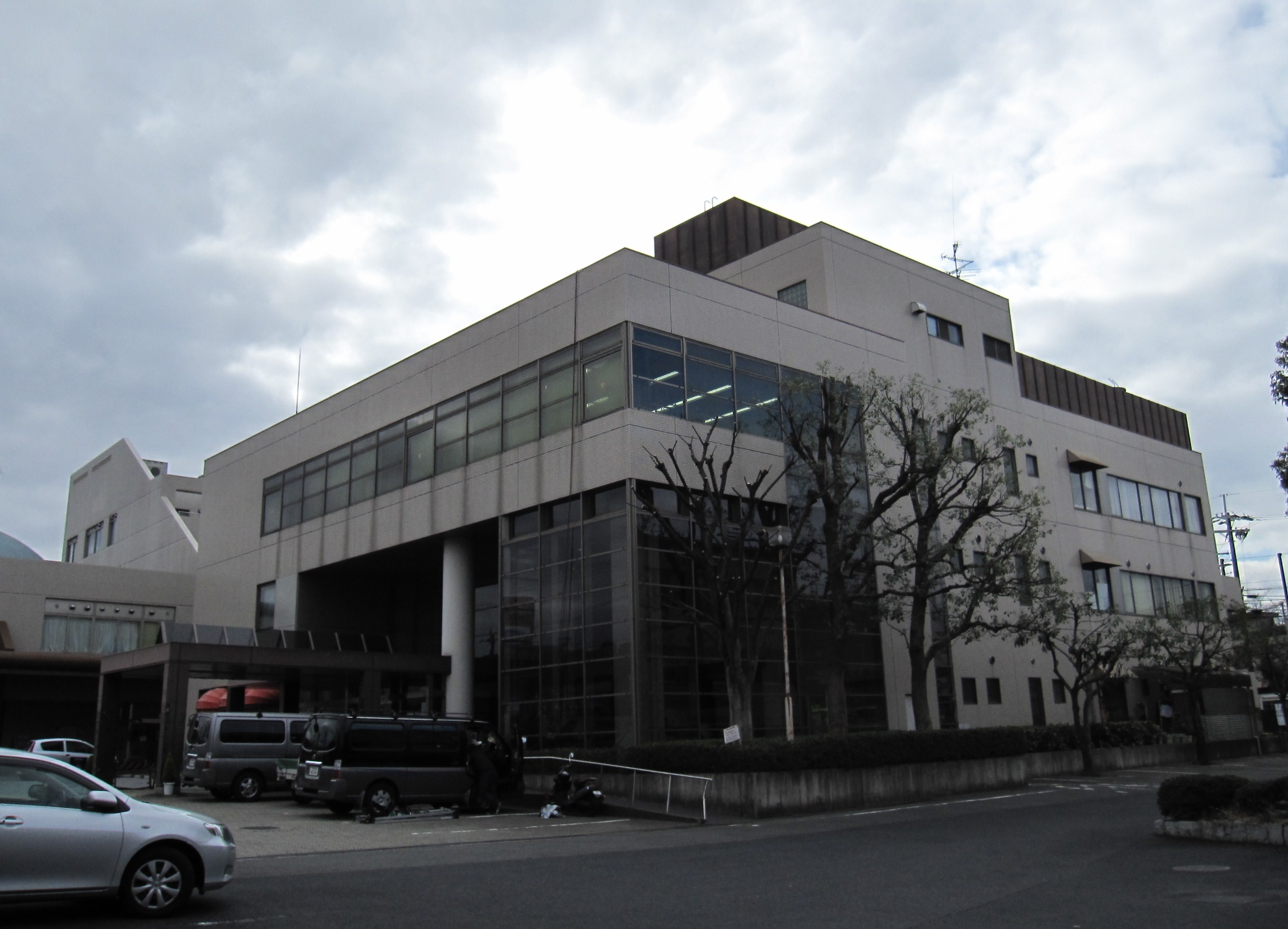
宇治商工会議所

宇治商工会議所（うじしょうこうかいぎしょ、英称：Uji Chamber of Commerce and Industry）は、主に京都府宇治市内に事業所をおく企業・団体で運営されている商工会議所。

## 沿革
1951年（昭和26年）12月、創立総会を開催。翌1952年（昭和27年）に通商産業省の許可を受け、宇治商工会議所が設立する。
事務所については当初は宇治市宇治妙楽175番地に設置の後、1960年（昭和35年）に、現在の宇治公民館である宇治市宇治里尻71-5に会館を建設し移転。1987年（昭和62年）に、宇治市産業会館・宇治商工会議所会館を宇治市宇治琵琶45-13に建設、現在に至る。

### 年表
- 1951年（昭和26年）12月 - 創立総会を開催。（初代会頭・辻利一就任）
- 1952年（昭和27年）2月 - 通商産業省の許可を受け、宇治商工会議所を設立する。
- 1952年（昭和27年）4月 - 会報宇治商工発行。
- 1960年（昭和35年）12月 - 宇治市宇治里尻に会館を建設し移転。
- 1977年（昭和52年）9月 - 会報リニューアル商工会議所月報発行。
- 1987年（昭和62年）3月 - 宇治市宇治琵琶に宇治市産業会館・宇治商工会議所会館を建設し移転。
- 1991年（平成3年）6月 - カナダ・カムループス市商工会議所との友好協力盟約締結訪問。
- 1992年（平成4年）9月 - 商工会議所中国・咸陽市親善訪問。
- 1995年（平成7年）9月 - コミュニティ放送エフエム宇治開局。
- 1998年（平成10年）6月 - 商工会議所ホームページ開設。
- 2002年（平成14年）1月 - 会報リニューアルwww.ujicci.or.jp発行。
- 2005年（平成17年）12月 - シード会員制導入。
- 2008年（平成20年）11月 - 経済産業省 地域産品販路開拓支援事業にっぽんe物産市プロジェクト京都府地域として開始。
- 2009年（平成21年）1月 - 源氏物語千年紀記念事業出張!なんでも鑑定団in宇治開催。
- 2011年（平成23年）4月 - インターネット通販サイト京都宇治土産.com公開。
- 2012年（平成24年）2月 - 創立60周年記念式典挙行。
- 2012年（平成24年）4月 - 京都宇治土産.comリニューアル。

## にっぽんe物産市京都府地域事業
平成20年度経済産業省情報政策課事業「にっぽんe物産市プロジェクト」に京都府地域として唯一、商工会議所として唯一参加。宇治を中心とした京都府内全域の地域産品の担い手と全国の流通小売業者・消費者を結ぶ販路開拓支援事業に取り組み「商工会議所モデル」として評価される。経済産業省事業終了後も同モデル事業を継続し、京都宇治土産.comの開設や毎年約200件のビジネスマッチングを行いつつ、京都宇治の文化・魅力の発信に取り組み現在に至る。

## 京都宇治土産.com
平成23年4月26日公開、京都府内全域の地域産品・地域生産者・観光資源をポータル化した通販・総合情報サイト。
京都の産品専門店として、約500品が掲載（2012年7月）されており、京都有数の老舗から隠れた地元人気の名店を紹介している。
映画プロデューサー・奥山和由の特別連載コラム、ハロープロジェクトMook「ハロー!ちゃんねる」との連動特集、6walkerとの連動企画など、著名人との企画やメディア掲載など。「宇治観光案内」では宇治の名所・行事など観光総合情報を紹介している。
2012年、熊井友理奈と鈴木愛理による非公式ユニット「抹茶ーず。」を宇治茶♥大使に任命した。同年、「抹茶ーず。」が監修した公募のご当地キャラクター「チャチャ王国のおうじちゃま」を発表、2014年にはゆるキャラグランプリで5位を獲得した。

## 行事
宇治川花火大会の実行委員会に宇治市、宇治市観光協会とともに参加していた。